# Liolaemus gravenhorstii
Liolaemus gravenhorstii este o specie de șopârle din genul Liolaemus, familia Tropiduridae, descrisă de Gray 1845. Conform Catalogue of Life specia Liolaemus gravenhorstii nu are subspecii cunoscute.